# Hulák
Hulák je veřejné koupaliště v Prachaticích, městě v Jihočeském kraji na jihozápadě České republiky. Stavělo se od 1. srpna 2006 do 30. června 2007. Otevřeno bylo 21. srpna 2007, za účasti recesistické skupiny, která má deset tanečnic a stejně akvabel. Prvním návštěvníkem byl tehdejší starosta města Jan Bauer, jenž po přestřižení pásky sundal svůj oblek a sjel do bazénu po skluzavce. V roce 2012 začali místní radní zvažovat možnost doplnění bazénu o solární vyhřívání, neboť Prahaticko patří mezi nejstudenější lokality v celé České republice. Záměr se jim po letech povedlo zrealizovat a pro sezónu v roce 2018 se voda v bazénu přihřívala na 23 až 24 stupňů Celsia. V témže roce po čtyři vybrané prázdninové soboty si mohli návštěvníci Huláku vyzkoušet potápění s kyslíkovým přístrojem, zacvičit si za doprovodu hudby a odpoledne se zaposlouchat do koncertu hudební kapely.